# Seznam německých názvů obcí a osad v Česku, Č
Tento seznam obsahuje německé názvy (exonyma) českých obcí začínajících na písmeno Č.
Tento seznam by měl sloužit pro orientaci v starých písemných pramenech, mapách atd., nikoliv pro překlad českých názvů měst do němčiny. Většina z těchto německých názvů by při použití v současnosti byla nesrozumitelná.
| Český název         | Historická země | Okres               | Německý název                            | Poznámka                                             |
| ------------------- | --------------- | ------------------- | ---------------------------------------- | ---------------------------------------------------- |
| Čabová              | Morava          | Olomouc             | Brockersdorf                             |                                                      |
| Čábuze              | Čechy           | Prachatice          | Tschabus                                 |                                                      |
| Čachnov             | Čechy           | Chrudim             | Tschachnau                               |                                                      |
| Čachotín            | Čechy           | Havlíčkův Brod      | Tschachotin                              |                                                      |
| Čachovice           | Čechy           | Mladá Boleslav      | Tschachwitz                              |                                                      |
| Čachrov             | Čechy           | Klatovy             | Tschachrau                               |                                                      |
| Čakov               | Čechy           | Benešov             | Tschakau                                 |                                                      |
| Čakov               | Čechy           | České Budějovice    | Groß Tschekau                            |                                                      |
| Čaková              | Slezsko         | Bruntál             | Friedersdorf                             |                                                      |
| Čakovec             | Čechy           | České Budějovice    | Klein Tschekau                           |                                                      |
| Čakovice            | Čechy           | Benešov             | Groß Tschakowitz                         |                                                      |
| Čakovice            | Čechy           | Pelhřimov           | Tschakowitz                              |                                                      |
| Čakovice            | Čechy           | hl. m. Praha        | Tschakowitz                              |                                                      |
| Čakovičky           | Čechy           | Mělník              | Klein Tschakowitz                        |                                                      |
| Čálovice            | Čechy           | Jičín               | Tschalowitz                              |                                                      |
| Čánka               | Čechy           | Rychnov nad Kněžnou | Tschanka                                 |                                                      |
| Čankov              | Čechy           | Karlovy Vary        | Schankau                                 |                                                      |
| Čankovice           | Čechy           | Chrudim             | Tschankowitz                             |                                                      |
| Čanovice            | Čechy           | Kladno              | Tschanowitz                              |                                                      |
| Čáslav              | Čechy           | Kutná Hora          | Tschaslau                                |                                                      |
| Čáslav              | Čechy           | Děčín               | Tschiaschel                              |                                                      |
| Čáslavice           | Morava          | Třebíč              | Tschaslawitz                             |                                                      |
| Čáslavky            | Čechy           | Náchod              | Tschaslawek                              |                                                      |
| Čáslavsko           | Čechy           | Pelhřimov           | Tschaslawsko                             |                                                      |
| Částkov             | Čechy           | Chrudim             | Tschastkau                               |                                                      |
| Částkov             | Čechy           | Klatovy             | Tschaskau                                |                                                      |
| Částkov             | Čechy           | Tachov              | Schlossenreith                           |                                                      |
| Částkov             | Čechy           | Uherské Hradiště    | Tschastkow                               |                                                      |
| Částkovice          | Morava          | Jihlava             | Tschaskowitz                             |                                                      |
| Částkovice          | Čechy           | Pelhřimov           | Tschastkowitz                            |                                                      |
| Častohostice        | Morava          | Třebíč              | Tschastohostitz                          |                                                      |
| Častolovice         | Čechy           | Česká Lípa          | Tschachwitz                              |                                                      |
| Častolovice         | Čechy           | Rychnov nad Kněžnou | Tschastolowitz                           |                                                      |
| Častolovické Horky  | Čechy           | Rychnov nad Kněžnou | Horka bei Tschastolowitz                 | dříve též Častolovická Horka                         |
| Častonice           | Čechy           | Klatovy             | Tschastonitz                             |                                                      |
| Častonice           | Čechy           | Rakovník            | Tschastonitz                             |                                                      |
| Častonín            | Čechy           | Pelhřimov           | Tschastonin                              |                                                      |
| Častotice           | Morava          | Třebíč              | Tschastotitz                             |                                                      |
| Častrov             | Čechy           | Pelhřimov           | Tschastrow                               |                                                      |
| Časy                | Čechy           | Pardubice           | Tschas                                   |                                                      |
| Čavyně              | Čechy           | Strakonice          | Tschawin                                 |                                                      |
| Čbán                | Čechy           | Plzeň-sever         | Schwan                                   |                                                      |
| Čebín               | Morava          | Brno-venkov         | Tschebin                                 |                                                      |
| Čečelice            | Čechy           | Mělník              | Tschetschelitz                           |                                                      |
| Čečelovice          | Čechy           | Strakonice          | Tschetschelowitz                         |                                                      |
| Čečín               | Čechy           | Domažlice           | Zetschin                                 |                                                      |
| Čečkov              | Čechy           | Benešov             | Tschetschkow                             |                                                      |
| Čečkovice           | Čechy           | Havlíčkův Brod      | Tschetschkowitz                          |                                                      |
| Čečkovice           | Čechy           | Tachov              | Eschowitz                                |                                                      |
| Čečovice            | Čechy           | Domažlice           | Tschachwitz                              |                                                      |
| Čečovice            | Čechy           | Plzeň-jih           | Zetschowitz Tschetschowitz               |                                                      |
| Čehovice            | Morava          | Prostějov           | Tschehowitz                              |                                                      |
| Čechočovice         | Morava          | Třebíč              | Tschechotschowitz                        |                                                      |
| Čechovice           | Morava          | Olomouc             | Tschechowitz                             |                                                      |
| Čechovice           | Morava          | Prostějov           | Tschechowitz                             |                                                      |
| Čechtice            | Čechy           | Benešov             | Tschechtitz                              |                                                      |
| Čechtín             | Morava          | Třebíč              | Tschechtin                               |                                                      |
| Čechůvky            | Morava          | Prostějov           | Tschechuwek                              |                                                      |
| Čechy               | Čechy           | Děčín               | Tscheche                                 |                                                      |
| Čechy               | Morava          | Přerov              | Tschech                                  |                                                      |
| Čechy pod Kosířem   | Morava          | Prostějov           | Tschech                                  |                                                      |
| Čechyně             | Morava          | Vyškov              | Tschechen                                |                                                      |
| Čejč                | Morava          | Hodonín             | Tscheitsch                               |                                                      |
| Čejetice            | Čechy           | Mladá Boleslav      | Groß Tschejetitz                         |                                                      |
| Čejetice            | Čechy           | Strakonice          | Tschejetitz                              |                                                      |
| Čejetičky           | Čechy           | Mladá Boleslav      | Klein Tschejetitz                        |                                                      |
| Čejkov              | Čechy           | Pelhřimov           | Tschejkow                                |                                                      |
| Čejkovice           | Čechy           | České Budějovice    | Tschejkowitz                             |                                                      |
| Čejkovice           | Morava          | Hodonín             | Tscheikowitz                             |                                                      |
| Čejkovice           | Čechy           | Chrudim             | Tschejkowitz                             |                                                      |
| Čejkovice           | Čechy           | Jičín               | Tschejkowitz                             |                                                      |
| Čejkovice           | Čechy           | Kutná Hora          | Tschejkowitz                             |                                                      |
| Čejkovice           | Morava          | Znojmo              | Czeikowitz                               |                                                      |
| Čejkovy             | Čechy           | Klatovy             | Schelkow                                 |                                                      |
| Čejov               | Čechy           | Pelhřimov           | Tschejow                                 |                                                      |
| Čejtice             | Čechy           | Kutná Hora          | Tschejtitz                               |                                                      |
| Čekanice            | Čechy           | Strakonice          | Tschekanitz                              |                                                      |
| Čekanice            | Čechy           | Tábor               | Tschekanitz                              |                                                      |
| Čekánov             | Čechy           | Havlíčkův Brod      | Tschekanow                               |                                                      |
| Čekanov             | Čechy           | Kutná Hora          | Tschekanow                               |                                                      |
| Čekov               | Čechy           | Chrudim             | Tschejkowitz                             |                                                      |
| Čekyně              | Morava          | Přerov              | Tschekin                                 |                                                      |
| Čeladice            | Morava          | Brno-venkov         | Tscheladitz                              | zaniklá obec                                         |
| Čeladná             | Morava          | Frýdek-Místek       | Tscheladna                               |                                                      |
| Čelákovice          | Čechy           | Praha-východ        | Tschelakowitz                            |                                                      |
| Čelákovy            | Čechy           | Plzeň-jih           | Tschelaken                               |                                                      |
| Čelčice             | Morava          | Prostějov           | Tscheltschitz                            |                                                      |
| Čelechovice         | Čechy           | Kladno              | Tschelechowitz                           |                                                      |
| Čelechovice         | Morava          | Přerov              | Tschelechowitz                           |                                                      |
| Čelechovice na Hané | Morava          | Prostějov           | Tschelechowitz in der Hanna              |                                                      |
| Čeletice            | Čechy           | Klatovy             | Tscheletitz                              |                                                      |
| Čelina              | Čechy           | Příbram             | Tschelina                                |                                                      |
| Čelistná            | Čechy           | Pelhřimov           | Tschelistna                              |                                                      |
| Čeliv               | Čechy           | Tachov              | Tscheliv                                 |                                                      |
| Čelivo              | Čechy           | Benešov             | Tscheliwo                                |                                                      |
| Čelkovice           | Čechy           | Tábor               | Tschelkowitz                             |                                                      |
| Čeložnice           | Morava          | Hodonín             | Tscheloschnitz                           |                                                      |
| Čeminy              | Čechy           | Plzeň-sever         | Tschemin                                 |                                                      |
| Čeněnice            | Čechy           | Pelhřimov           | Tschenienitz                             |                                                      |
| Čenětice            | Čechy           | Praha-východ        | Tschenietitz                             |                                                      |
| Čenice 1. díl       | Čechy           | Trutnov             | Tschenitz 1. Teil                        | osada vesnice Velký Vřešťov                          |
| Čenice 2. díl       | Čechy           | Jičín               | Tschenitz 2. Teil                        |                                                      |
| Čenkov              | Morava          | Jihlava             | Tschenkau                                |                                                      |
| Čenkov              | Čechy           | Praha-východ        | Tschenkau                                |                                                      |
| Čenkov              | Čechy           | Příbram             | Tschenkau                                |                                                      |
| Čenkov              | Čechy           | Tábor               | Tschenkau                                |                                                      |
| Čenkov u Bechyně    | Čechy           | České Budějovice    | Tschenkow                                |                                                      |
| Čenkovice           | Čechy           | Ústí nad Orlicí     | Tschenkowitz                             |                                                      |
| Čeňovice            | Čechy           | Benešov             | Tscheniowitz                             |                                                      |
| Čenovice            | Čechy           | Kutná Hora          | Tschenowitz                              |                                                      |
| Čentice             | Čechy           | Kutná Hora          | Tschentitz                               |                                                      |
| Čeperka             | Čechy           | Pardubice           | Tscheperka                               |                                                      |
| Čepí                | Čechy           | Pardubice           | Tschep                                   |                                                      |
| Čepice              | Čechy           | Klatovy             | Schepitz                                 |                                                      |
| Čepinec             | Čechy           | Plzeň-jih           | Tschepinetz                              |                                                      |
| Čepirohy            | Čechy           | Most                | Tschöppern                               |                                                      |
| Čepřovice           | Čechy           | Strakonice          | Tscheprowitz                             |                                                      |
| Čeradice            | Čechy           | Kladno              | Tscheraditz                              |                                                      |
| Čeradice            | Čechy           | Louny               | Ceraditz                                 |                                                      |
| Čeradice            | Čechy           | Pardubice           | Tschejkowitz                             |                                                      |
| Čeraz               | Čechy           | Tábor               | Tscheras                                 |                                                      |
| Čerčany             | Čechy           | Benešov             | Tschertschan                             |                                                      |
| Čermákovice         | Morava          | Znojmo              | Tschermakowitz                           |                                                      |
| Čermná              | Čechy           | Domažlice           | Tschirm                                  |                                                      |
| Čermná              | Čechy           | Klatovy             | Scherma                                  |                                                      |
| Čermná              | Morava          | Olomouc             | Gross Dittersdorf                        | zaniklá obec ve vojenském újezdu Libavá              |
| Čermná              | Čechy           | Ústí nad Labem      | Leukersdorf                              |                                                      |
| Čermná              | Čechy           | Trutnov             | Tschermna                                |                                                      |
| Černá               | Čechy           | Semily              | Tscherna                                 |                                                      |
| Černá               | Čechy           | Sokolov             | Schwarzenbach                            |                                                      |
| Černá               | Morava          | Žďár nad Sázavou    | Tscherna                                 |                                                      |
| Černá Hať           | Čechy           | Plzeň-sever         | Tschernheit                              |                                                      |
| Černá Hora          | Morava          | Blansko             | Schwarzenberg                            |                                                      |
| Černá Hora          | Čechy           | Nymburk             | Schwarzenberg                            |                                                      |
| Černá Hora          | Čechy           | Rakovník            | Tschernahora                             |                                                      |
| Černá Hora          | Čechy           | Trutnov             | Schwarzenberg                            |                                                      |
| Černá Hora          | Morava          | Blansko             | Schwarzenberg                            |                                                      |
| Černá Lada          | Čechy           | Prachatice          | Schwarzhaid                              |                                                      |
| Černá Louže         | Čechy           | Liberec             | Schwarzpfütze                            |                                                      |
| Černá Řeka          | Čechy           | Domažlice           | Sophienthal                              |                                                      |
| Černá Říčka         | Čechy           | Jablonec nad Nisou  | Schwarzfluß                              |                                                      |
| Černá u Bohdanče    | Čechy           | Pardubice           | Tscherna bei Bochdanetsch                |                                                      |
| Černá v Pošumaví    | Čechy           | Český Krumlov       | Schwarzbach im Böhmerwalde               |                                                      |
| Černá Voda          | Slezsko         | Jeseník             | Schwarzwasser                            |                                                      |
| Černá za Bory       | Čechy           | Pardubice           | Tscherna bei Bor                         |                                                      |
| Černčice            | Čechy           | Louny               | Tscherntschitz                           |                                                      |
| Černčice            | Čechy           | Náchod              | Tscherntschitz                           |                                                      |
| Černčín             | Morava          | Vyškov              | Tschertscheid                            |                                                      |
| Černé Budy          | Čechy           | Benešov             | Klosterdorf                              |                                                      |
| Černé Údolí         | Čechy           | Český Krumlov       | Schwarzthal                              |                                                      |
| Černé Voděrady      | Čechy           | Praha-východ        | Schwarz Wodierad                         |                                                      |
| Černětice           | Čechy           | Strakonice          | Tschernetitz                             |                                                      |
| Černěves            | Čechy           | Litoměřice          | Tschernowes                              |                                                      |
| Černěves            | Čechy           | Strakonice          | Schwarzdorf                              |                                                      |
| Černice             | Čechy           | Český Krumlov       | Tschernitz                               |                                                      |
| Černice             | Čechy           | Klatovy             | Tschernitz                               |                                                      |
| Černice             | Čechy           | Most                | Tschernitz                               |                                                      |
| Černice             | Čechy           | Plzeň-město         | Tschrnitz                                |                                                      |
| Černíč              | Morava          | Jihlava             | Tschernitz                               |                                                      |
| Černíč              | Čechy           | Klatovy             | Tschernitsch                             |                                                      |
| Černičí             | Čechy           | Benešov             | Tschernitsch                             |                                                      |
| Černíkov            | Čechy           | Klatovy             | Tschernikau                              |                                                      |
| Černíkov            | Čechy           | Strakonice          | Tschernikow                              |                                                      |
| Černíkovice         | Čechy           | Benešov             | Tschernikowitz                           |                                                      |
| Černíkovice         | Čechy           | Plzeň-sever         | Tschernikowitz                           |                                                      |
| Černíkovice         | Čechy           | Rychnov nad Kněžnou | Tschernikowitz                           |                                                      |
| Černíky             | Čechy           | Nymburk             | Tschernik                                |                                                      |
| Černilov            | Čechy           | Hradec Králové      | Tschernilow                              |                                                      |
| Černín              | Čechy           | Beroun              | Tschernin                                |                                                      |
| Černín              | Čechy           | Jičín               | Tschernin                                |                                                      |
| Černín              | Morava          | Znojmo              | Tschernin                                |                                                      |
| Černíny             | Čechy           | Kutná Hora          | Tschernin                                |                                                      |
| Černiv              | Čechy           | Litoměřice          | Tscherniw                                |                                                      |
| Černívsko           | Čechy           | Strakonice          | Tschernisko                              |                                                      |
| Černochov           | Čechy           | Louny               | Tschernochow                             |                                                      |
| Černolice           | Čechy           | Praha-západ         | Tschernolitz                             |                                                      |
| Černošice           | Čechy           | Praha-západ         | (Ober) Tschernoschitz                    | dříve Horní Černošice                                |
| Černošín            | Čechy           | Tachov              | Tschernoschin                            |                                                      |
| Černotice           | Čechy           | Benešov             | Tschernotitz                             |                                                      |
| Černotín            | Morava          | Přerov              | Tschernotin                              |                                                      |
| Černouček           | Čechy           | Litoměřice          | Tschernoutschek                          |                                                      |
| Černousy            | Čechy           | Liberec             | Tschernhausen                            |                                                      |
| Černov              | Čechy           | Pelhřimov           | Tschernow                                |                                                      |
| Černovec            | Čechy           | Klatovy             | Tschernowetz                             | osada města Měčín                                    |
| Černovice           | Morava          | Blansko             | Tschernowitz                             |                                                      |
| Černovice           | Morava          | Brno-město          | Czernowitz Tschernowitz                  |                                                      |
| Černovice           | Čechy           | Chomutov            | Tschernowitz                             |                                                      |
| Černovice           | Čechy           | Pelhřimov           | Tschernowitz                             |                                                      |
| Čerňovice           | Čechy           | Plzeň-sever         | Scherlowitz                              |                                                      |
| Černovír            | Morava          | Olomouc             | Tschernowier                             |                                                      |
| Černožice           | Čechy           | Hradec Králové      | Tschernoschitz                           |                                                      |
| Černuc              | Čechy           | Kladno              | Tschernutz                               |                                                      |
| Černvír             | Morava          | Brno-venkov         | Tschernwir                               |                                                      |
| Černovír            | Čechy           | Ústí nad Orlicí     | Tschernowier                             |                                                      |
| Černovír            | Morava          | Olomouc             | Tschernowir                              |                                                      |
| Černý Dub           | Čechy           | České Budějovice    | Tschernoduben                            |                                                      |
| Černý Důl           | Čechy           | Trutnov             | Schwarzenthal                            |                                                      |
| Černý Potok         | Čechy           | Chomutov            | Pleil                                    |                                                      |
| Černý Vůl           | Čechy           | Praha-západ         | Schwarzochs                              |                                                      |
| Černýš              | Čechy           | Benešov             | Tschernisch                              |                                                      |
| Černýš              | Čechy           | Chomutov            | Tschirnitz                               |                                                      |
| Černýšovice         | Čechy           | Tábor               | Tschernischowitz                         |                                                      |
| Čertoryje           | Morava          | Olomouc             | Tschertorei                              |                                                      |
| Čertovka            | Čechy           | Kolín               | Tschertowka                              | osada vesnice Dolany                                 |
| Čertyně             | Čechy           | Český Krumlov       | Tschertin                                |                                                      |
| Červená             | Čechy           | Klatovy             | Rothsaifen                               |                                                      |
| Červená nad Vltavou | Čechy           | Písek               | Tscherwena (1. Teil)                     | dříve Červená 1. díl                                 |
| Červená             | Čechy           | Ústí nad Orlicí     | Roteneck                                 | dříve česky Rotnek                                   |
| Červená 2. díl      | Čechy           | Písek               | Tscherwena 2. Teil                       | osada vesnice Vůsí                                   |
| Červená 3. díl      | Čechy           | Písek               | Tscherwena 3. Teil                       | zaniklá osada vesnice Oslov                          |
| Červená Hora        | Čechy           | Náchod              | Rothenburg                               |                                                      |
| Červená Lhota       | Čechy           | Jindřichův Hradec   | Rothlhota, Rot Lhota                     |                                                      |
| Červená Lhota       | Čechy           | Mělník              | Rot Lhota                                |                                                      |
| Červená Lhota       | Morava          | Olomouc             | Rotölhütten                              |                                                      |
| Červená Lhota       | Morava          | Třebíč              | Rot Lhota                                |                                                      |
| Červená Řečice      | Čechy           | Pelhřimov           | Roth Retschitz, Rot Retschitz            |                                                      |
| Červená Třemešná    | Čechy           | Jičín               | Rot Tschemesch                           |                                                      |
| Červená Voda        | Čechy + Morava  | Ústí nad Orlicí     | Mährisch Rothwasser                      |                                                      |
| Červené Dvorce      | Čechy           | Klatovy             | Rotenhof                                 |                                                      |
| Červené Janovice    | Čechy           | Kutná Hora          | Rot Janowitz                             |                                                      |
| Červené Pečky       | Čechy           | Kolín               | Rothpetschkau, Rot Petschkau             |                                                      |
| Červené Poříčí      | Čechy           | Klatovy             | Rothporitschen Kron-Poritschan           |                                                      |
| Červeněves          | Čechy           | Hradec Králové      | Rotendorf                                |                                                      |
| Červenice           | Čechy           | Liberec             | Tscherwenitz                             |                                                      |
| Červenka            | Morava          | Olomouc             | Schwarzbach                              |                                                      |
| Červený Důl         | Slezsko         | Jeseník             | Rothegrund                               |                                                      |
| Červený Dvůr        | Čechy           | Benešov             | Rotenhof                                 |                                                      |
| Červený Dvůr        | Čechy           | Český Krumlov       | Rotenhof                                 |                                                      |
| Červený Hrádek      | Čechy           | Chomutov            | Rothenhaus                               |                                                      |
| Červený Hrádek      | Morava          | Jindřichův Hradec   | Rothenburg                               |                                                      |
| Červený Hrádek      | Čechy           | Kolín               | Rot Bürgles                              |                                                      |
| Červený Hrádek      | Čechy           | Plzeň-město         | Hradek                                   |                                                      |
| Červený Hrádek      | Čechy           | Příbram             | Rot Hradek                               | osada města Kosova Hora                              |
| Červený Kostelec    | Čechy           | Náchod              | Rothkosteletz, Roth Kosteletz            |                                                      |
| Červený Potok       | Čechy           | Ústí nad Orlicí     | Rothfluss                                |                                                      |
| Červený Újezd       | Čechy           | Benešov             | Rot Aujest                               |                                                      |
| Červený Újezd       | Čechy           | Praha-západ         | Rothaujezd Rot Aujest                    |                                                      |
| Červený Újezd       | Čechy           | Plzeň-sever         | Rothaujezd                               |                                                      |
| Červený Újezd       | Čechy           | Karlovy Vary        | Rothaugest                               |                                                      |
| Červený Újezdec     | Čechy           | České Budějovice    | Rot Aujest                               |                                                      |
| Červený Újezdec     | Čechy           | Písek               | Rot Aujest                               |                                                      |
| Čeřejov             | Čechy           | České Budějovice    | Tscherau                                 |                                                      |
| Čeřenice            | Čechy           | Benešov             | Tscherschenitz                           |                                                      |
| Čeřeniště           | Čechy           | Ústí nad Labem      | Tschersing                               |                                                      |
| Čeřín               | Čechy           | Český Krumlov       | Ziering                                  |                                                      |
| Česká               | Morava          | Brno-venkov         | Zinsendorf                               |                                                      |
| Česká Bělá          | Čechy           | Havlíčkův Brod      | Böhmisch Bela                            |                                                      |
| Česká Bříza         | Čechy           | Plzeň-sever         | Deutsch Birken                           | do roku 1945 česky Německá Bříza                     |
| Česká Cikánka       | Čechy           | Žďár nad Sázavou    | Böhmisch Cikan                           |                                                      |
| Česká Čermná        | Čechy           | Náchod              | Böhmisch Tscherma                        |                                                      |
| Česká Dlouhá        | Čechy           | Svitavy             | Böhmisch Wiesen                          |                                                      |
| Česká Doubravice    | Čechy           | Plzeň-sever         | Böhmisch Dobrawitz                       |                                                      |
| Česká Jablonná      | Čechy           | Havlíčkův Brod      | Böhmisch Gablenz                         |                                                      |
| Česká Kamenice      | Čechy           | Děčín               | Böhmisch Kamnitz                         |                                                      |
| Česká Kubice        | Čechy           | Domažlice           | Böhmisch Kubitzen                        |                                                      |
| Česká Lhota         | Čechy           | České Budějovice    | Böhmisch Lhota                           |                                                      |
| Česká Lípa          | Čechy           | Česká Lípa          | Böhmisch Leipa                           |                                                      |
| Česká Metuje        | Čechy           | Náchod              | Böhmisch Matha                           |                                                      |
| Česká Mez           | Morava          | Žďár nad Sázavou    | Böhmisch Rain                            |                                                      |
| Česká Olešná        | Morava          | Jindřichův Hradec   | Böhmisch Woleschna                       |                                                      |
| Česká Proseč        | Čechy           | Jičín               | Böhmisch Proschwitz                      |                                                      |
| Česká Radiměř       | Čechy           | Svitavy             | Böhmisch Rothmühl                        |                                                      |
| Česká Rybná         | Čechy           | Chrudim             | Böhmisch Rybna                           |                                                      |
| Česká Rybná         | Čechy           | Ústí nad Orlicí     | Böhmisch Rybna                           |                                                      |
| Česká Skalice       | Čechy           | Náchod              | Böhmisch Skalitz                         |                                                      |
| Česká Třebová       | Čechy           | Ústí nad Orlicí     | Böhmisch Trübau                          |                                                      |
| Česká Ves           | Čechy           | Liberec             | Böhmischdorf                             |                                                      |
| Česká Ves           | Slezsko         | Jeseník             | Böhmischdorf                             |                                                      |
| České Budějovice    | Čechy           | České Budějovice    | Budweis                                  |                                                      |
| České Hamry         | Čechy           | Chomutov            | Böhmisch Hammer                          |                                                      |
| České Heřmanice     | Čechy           | Ústí nad Orlicí     | Tschejkowitz                             |                                                      |
| České Chalupy       | Čechy           | Český Krumlov       | Böhmischhäuser                           |                                                      |
| České Kopisty       | Čechy           | Litoměřice          | Böhmisch Kopist                          |                                                      |
| České Křídlovice    | Morava          | Znojmo              | Gross Grillowitz                         | obec sloučena s obcí Božice                          |
| České Křižánky      | Čechy           | Žďár nad Sázavou    | Böhmisch Krischanek                      |                                                      |
| České Lhotice       | Čechy           | Chrudim             | Böhmisch Lhotitz                         |                                                      |
| České Libchavy      | Čechy           | Ústí nad Orlicí     | Böhmisch Lichwe                          |                                                      |
| České Meziříčí      | Čechy           | Rychnov nad Kněžnou | Böhmisch Meseritsch                      |                                                      |
| České Milovy        | Čechy           | Žďár nad Sázavou    | Millau                                   | dříve česky též jen Milovy                           |
| České Petrovice     | Čechy           | Ústí nad Labem      | Böhmisch Petersdorf                      |                                                      |
| České Velenice      | Čechy           | Jindřichův Hradec   | Wielands                                 | (do r. 1920 Dolní Rakousy)                           |
| České Vrbné         | Čechy           | České Budějovice    | Böhmischfellern, Böhmisch Fellern        | osada města České Budějovice                         |
| České Zlatníky      | Čechy           | Most                | Schladnig an der Biela, Böhmisch Zlatnik |                                                      |
| České Žleby         | Čechy           | Prachatice          | Böhmisch Röhren                          |                                                      |
| Český Brod          | Čechy           | Kolín               | Böhmisch Brod                            |                                                      |
| Český Dub           | Čechy           | Liberec             | Böhmisch Aicha                           |                                                      |
| Český Herálec       | Čechy           | Žďár nad Sázavou    | Böhmisch Heraletz                        |                                                      |
| Český Heršlák       | Čechy           | Český Krumlov       | Böhmisch Hörschlag                       |                                                      |
| Český Chloumek      | Čechy           | Karlovy Vary        | Böhmisch Kilmes                          |                                                      |
| Český Jiřetín       | Čechy           | Most                | Georgendorf                              |                                                      |
| Český Krumlov       | Čechy           | Český Krumlov       | Krumau an der Moldau                     |                                                      |
| Český Rudolec       | Morava          | Jindřichův Hradec   | Böhmisch Rudoletz                        |                                                      |
| Český Šicndorf      | Čechy           | Havlíčkův Brod      | Böhmisch Schützendorf                    | nyní Stříbrné Hory, jméno přeneseno z přilehlé osady |
| Český Šternberk     | Čechy           | Benešov             | Böhmisch Sternberg                       |                                                      |
| Český Těšín         | Slezsko         | Karviná             | Teschen                                  |                                                      |
| Český Újezd         | Čechy           | Ústí nad Labem      | Böhmisch Neudörfel                       |                                                      |
| Čestín              | Čechy           | Benešov             | Tschestin                                |                                                      |
| Čestín              | Čechy           | Kutná Hora          | Tschestin                                |                                                      |
| Čestlice            | Čechy           | Praha-východ        | Tschestlitz                              |                                                      |
| Češnovice           | Čechy           | České Budějovice    | Tscheschnowitz                           |                                                      |
| Češov               | Čechy           | Jičín               | Tscheschkow                              |                                                      |
| Číbuz               | Čechy           | Hradec Králové      | Tschibus                                 |                                                      |
| Číčenice            | Čechy           | Strakonice          | Zitschenitz                              |                                                      |
| Číčov               | Čechy           | Plzeň-jih           | Tschitschow                              |                                                      |
| Číčová              | Čechy           | Rychnov nad Kněžnou | Tschitschowa                             |                                                      |
| Číčovice            | Čechy           | Tábor               | Tschitschowitz                           |                                                      |
| Čihadla             | Čechy           | Nymburk             | Hieronymberg                             |                                                      |
| Číhalín             | Morava          | Třebíč              | Tschihalin                               |                                                      |
| Číhaň               | Čechy           | Klatovy             | Tschihan                                 |                                                      |
| Číhaná              | Čechy           | Cheb                | Kschiha                                  |                                                      |
| Číhaná              | Čechy           | Karlovy Vary        | Tschies                                  |                                                      |
| Číhaná              | Čechy           | Plzeň-sever         | Tschihana                                |                                                      |
| Číhání              | Čechy           | Karlovy Vary        | Tschihana                                |                                                      |
| Čihátka             | Čechy           | Mladá Boleslav      | Tschihatka                               |                                                      |
| Číhošť              | Čechy           | Havlíčkův Brod      | Tschihoscht                              |                                                      |
| Číhovice            | Čechy           | Pelhřimov           | Tschihowitz                              |                                                      |
| Čichalov            | Čechy           | Karlovy Vary        | Sichlau                                  |                                                      |
| Čichtice            | Čechy           | Strakonice          | Tschichtitz                              |                                                      |
| Čichořice           | Čechy           | Karlovy Vary        | Sicheritz                                |                                                      |
| Číchov              | Morava          | Třebíč              | Tschichau                                |                                                      |
| Čikov               | Morava          | Třebíč              | Tschikow                                 |                                                      |
| Čikvásky            | Čechy           | Semily              | Tschikwasek                              |                                                      |
| Čilá                | Čechy           | Rokycany            | Tschernikowitz                           |                                                      |
| Čilec               | Čechy           | Nymburk             | Tschilletz                               |                                                      |
| Čím                 | Čechy           | Příbram             | Tschim                                   |                                                      |
| Čimelice            | Čechy           | Písek               | Tschimelitz                              |                                                      |
| Číměř               | Čechy           | Jindřichův Hradec   | Schamers                                 |                                                      |
| Číměř               | Morava          | Třebíč              | Tschimiersch                             |                                                      |
| Čímice              | Čechy           | Klatovy             | Schimitz                                 |                                                      |
| Čimice              | Čechy           | hl. m. Praha        | Tschimitz                                |                                                      |
| Čímyšl              | Čechy           | Jičín               | Tschimischl                              |                                                      |
| Činěves             | Čechy           | Nymburk             | Tschinowes                               |                                                      |
| Čínov               | Čechy           | Klatovy             | Wiederkomm[zdroj⁠?!]                      | později Vídrkum[zdroj⁠?!]                             |
| Číňov               | Čechy           | Louny               | Schünau                                  |                                                      |
| Čirá                | Čechy           | Sokolov             | Lauterbach                               |                                                      |
| Čisovice            | Čechy           | Praha-západ         | Tschisowitz                              |                                                      |
| Čistá               | Čechy           | Mladá Boleslav      | Tschistai                                |                                                      |
| Čistá               | Čechy           | Rakovník            | Tschiech Tschistay                       |                                                      |
| Čistá u Horek       | Čechy           | Semily              | Tschiest                                 |                                                      |
| Čistá v Krkonoších  | Čechy           | Trutnov             | Lauterwasser                             |                                                      |
| Čistá u Horek       | Čechy           | Semily              | Tschiest                                 |                                                      |
| Čistec              | Čechy           | Benešov             | Tschistetz                               |                                                      |
| Čistěves            | Čechy           | Hradec Králové      | Lautersdorf                              |                                                      |
| Číšťovice           | Čechy           | Benešov             | Tschischtowitz                           |                                                      |
| Čivice              | Čechy           | Plzeň-sever         | Tschiwitz                                |                                                      |
| Čižebná             | Čechy           | Cheb                | Zweifelsreuth                            |                                                      |
| Čižice              | Čechy           | Plzeň-jih           | Tschischitz                              |                                                      |
| Čížkrajice          | Čechy           | České Budějovice    | Sitzkreis                                |                                                      |
| Čížkov              | Čechy           | Pelhřimov           | Tschischkow                              |                                                      |
| Čížkov              | Čechy           | Plzeň-jih           | Tschischkau                              |                                                      |
| Čížkovice           | Čechy           | Litoměřice          | Tschischkowitz                           |                                                      |
| Čížky               | Morava          | Brno-venkov         | Tschischken                              |                                                      |
| Čížov               | Morava          | Jihlava             | Zeisau                                   |                                                      |
| Čížov               | Čechy           | Kutná Hora          | Tschischow                               |                                                      |
| Čížov               | Morava          | Znojmo              | Zaisa                                    |                                                      |
| Čížová              | Čechy           | Písek               | Tschischow                               |                                                      |
| Čížovka             | Čechy           | Mladá Boleslav      | Tschischowka                             |                                                      |
| Čížovky             | Čechy           | Mladá Boleslav      | Tschischowka                             |                                                      |
| Čkyně               | Čechy           | Prachatice          | Tschkin Kieselhof                        |                                                      |
| Člunek              | Čechy           | Jindřichův Hradec   | Hosterschlag                             |                                                      |
| Člupek              | Čechy           | Svitavy             | Tschlupek                                |                                                      |
| Čmelíny             | Čechy           | Plzeň-jih           | Tschimelin                               |                                                      |
| Čtrnáct Dvorců      | Čechy           | Most                | Vierzehnhöfen                            | zaniklá osada                                        |
| Čtveřín             | Čechy           | Liberec             | Stwerschin                               |                                                      |
| Čtyři Dvory         | Čechy           | České Budějovice    | Vierhöf                                  |                                                      |
| Čtyři Dvory         | Morava          | Žďár nad Sázavou    | Vierhöfen                                |                                                      |
| Čtyřicet Lánů       | Morava          | Svitavy             | Vierzighuben                             |                                                      |
| Čtyřkoly            | Čechy           | Benešov             | Vierrad                                  |                                                      |
| Čučice              | Morava          | Brno-venkov         | Tschutschitz                             |                                                      |
| Čunín               | Morava          | Prostějov           | Tschunin                                 |                                                      |